# Wanda Jewell
Pour les articles homonymes, voir Jewell.
Wanda Rae Jewell, née le 19 juin 1954 à Havre, est une tireuse sportive américaine.

## Biographie
Aux Jeux olympiques d'été de 1984 à Los Angeles, Wanda Jewell est médaillée de bronze de l'épreuve féminine de carabine à 50 mètres en trois positions. Elle participe à la même épreuve en 1988 à Séoul et termine treizième.